# Sixte majeure

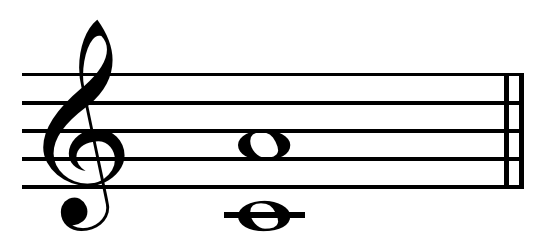
Une sixte majeure do-la.

En musique, une sixte majeure est un intervalle de quatre tons et demi. Dans un tempérament égal à douze demi-tons (gamme tempérée), la sixte majeure est l'enharmonique de la septième diminuée.